# 28978 익시온

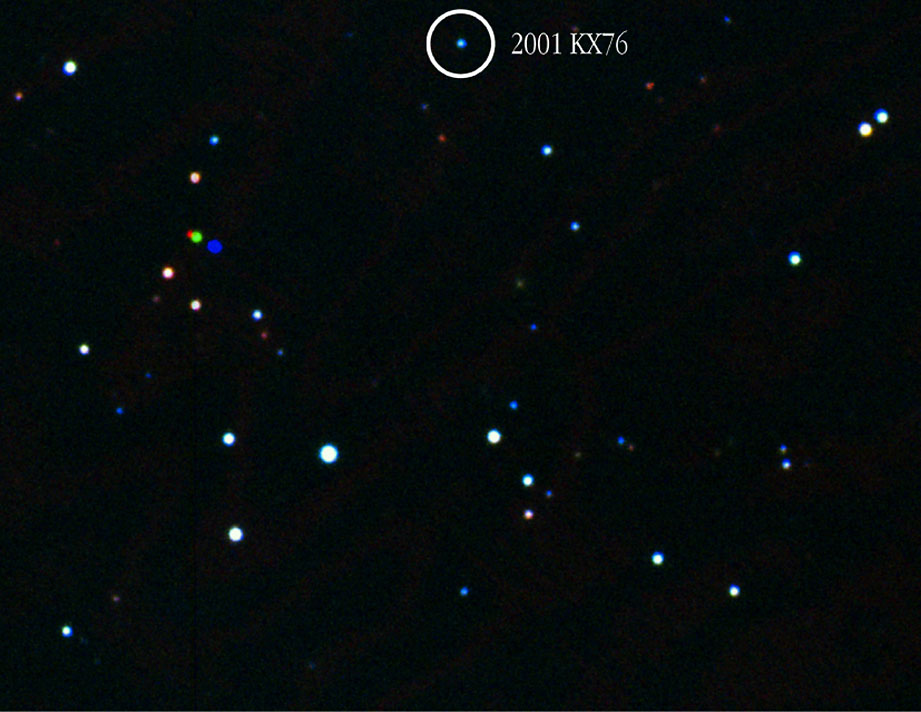

28978 익시온(28978 Ixion)은 카이퍼 벨트에 속한 왜행성 후보 소행성이며, 카이퍼 벨트 (KBO's)에 속한다. 해왕성 바깥 천체(TNO's)이기도, 태양계의 큰 소행성체에 속한다. 지름은 약 411킬로미터 정도이다.